# José M. Hernández
Pour les articles homonymes, voir José Hernández.
José Moreno Hernández est un astronaute et ingénieur américain d'origine mexicaine né le 7 août 1962 à French Camp, en Californie. Il est affecté dans l'équipe de la mission STS-128.

## Biographie

### Jeunesse
Hernández est né à French Camp, en Californie, mais considère Stockton, en Californie, comme sa ville natale. Sa famille est originaire de La Piedad, Michoacán, au Mexique,. Dans une conversation datant du 25 août 2009 avec le président Felipe Calderón du Mexique, Hernández a déclaré qu'en tant qu'enfant, il passait la moitié de l'année à La Piedad et l'autre moitié aux États-Unis. Enfant, Hernández a travaillé aux côtés de sa famille et d'autres ouvriers agricoles dans les champs de Californie, récoltant des cultures et se déplaçant d'une ville à l'autre. Il a fréquenté de nombreuses écoles et n'a appris à parler anglais qu'à l'âge de 12 ans,. Son premier souvenir spatial concerne le réglage de la télévision pour regarder la mission Apollo 17 en 1972.
José Hernández a participé au programme Upward Bound pendant ses années de lycée, un programme fédéral TRIO qui prépare les étudiants à l'université. Il a obtenu son diplôme de la Franklin High School à Stockton. Pendant ses études universitaires, il a été impliqué dans le programme Mathematics, Engineering, Science Achievement (MESA), un programme de préparation académique qui apporte un soutien aux étudiants issus de milieux défavorisés sur le plan éducatif afin qu'ils puissent obtenir des diplômes en quatre ans dans les domaines des sciences, de la technologie, de l'ingénierie ou des mathématiques (STEM).
Il a obtenu un diplôme en génie électrique de l'université du Pacifique en 1984. En 1986, Hernández a obtenu un Master of Science en génie électrique et informatique de l'université de Californie à Santa Barbara.

### Carrière dans l'ingénierie
Hernández a travaillé de 1990 à 2004 au laboratoire national Lawrence Livermore à Livermore, en Californie. Pendant cette période, Hernández, en collaboration avec un collègue du secteur privé, a développé le premier système d'imagerie mammographique numérique en champ complet. Cette invention contribue à la détection précoce du cancer du sein.

### Vol spatiaux

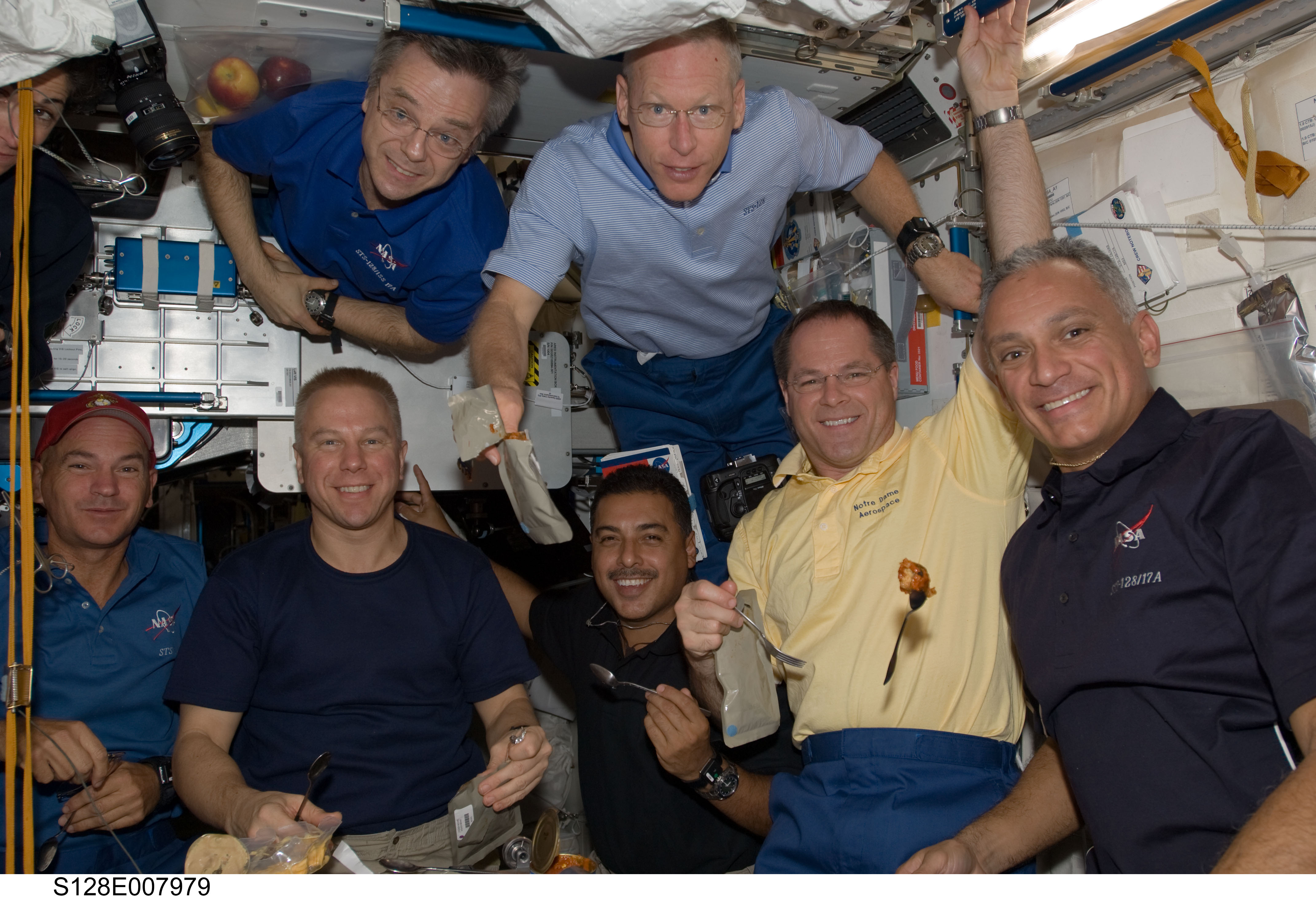
Hernández (centre, en bas) ià l'intérieur du Node 1 de l'ISS pendant STS-128

En 2001, Hernández a rejoint le Centre spatial Lyndon B. Johnson à Houston, au Texas. Après trois ans et avoir été refusé onze fois pour une formation d'astronaute par la NASA, Hernández a été sélectionné en mai 2004,. En février 2006, il a terminé sa formation de candidat astronaute, qui comprenait des exposés scientifiques et techniques, une instruction intensive sur les systèmes de la navette spatiale et de la Station spatiale internationale, une formation physiologique, une formation au vol en T-38, ainsi qu'une formation à la survie en milieu aquatique et sauvage. À la fin de cette formation initiale, Hernández a été affecté à la branche des navettes spatiales pour soutenir les opérations du Kennedy Space Center liées à la préparation des lancements et des atterrissages de la navette spatiale.
En mai 2007, Hernández a servi en tant qu'aquanaute lors de la mission NEEMO 12 à bord du laboratoire sous-marin Aquarius, vivant et travaillant sous l'eau pendant onze jours.
Hernández a occupé diverses fonctions techniques jusqu'à sa sélection le 15 juillet 2008 en tant que spécialiste de mission pour la mission STS-128 de la navette spatiale Discovery, en direction de la Station spatiale internationale, qui a été lancée le 28 août 2009. En orbite, Hernández est devenu la première personne à utiliser la langue espagnole dans l'espace en envoyant des tweets,,,.
La mission STS-128 a terminé son voyage de 14 jours le 11 septembre 2009 à la base de l'Edwards Air Force Base, en Californie, à 17h53, heure normale du Pacifique.

### Carrière politique
Pendant l'été 2009, Hernández a déclaré au Stockton Record qu'il envisagerait de ne pas se présenter contre son collègue démocrate Dennis Cardoza dans son district basé à Stockton.
Hernández a annoncé à Pacific Union College le 29 septembre 2011 qu'à la demande du président Barack Obama, il envisageait de se présenter aux élections pour la Chambre des représentants des États-Unis et qu'il annoncerait sa décision le 11 octobre 2011. Comme promis, il a annoncé sa candidature le 11 octobre via Twitter en mettant un lien vers son site de campagne. Hernández a fait sa première apparition publique de campagne le 14 janvier 2012 lors d'un forum des candidats démocrates à Tracy à l'Holiday Inn Express & Suites.
En mars 2012, le cabinet d'avocats Bell, McAndrews & Hiltachk, lié au Parti républicain de Californie, a intenté une action en justice devant le tribunal supérieur du comté de Sacramento pour empêcher Hernández de se décrire comme « astronaute/scientifique/ingénieur » sur le bulletin de vote de juin. Le procès affirmait que « astronaute n'est pas un titre que l'on porte toute sa vie » ; le code électoral exigeait que la description soit exacte pour l'année civile précédente. « Permettre à un candidat d'utiliser la profession d' 'astronaute' alors qu'il n'a pas exercé cette profession récemment revient à permettre à quelqu'un d'utiliser le titre de 'marin' alors qu'il n'est plus propriétaire ni exploitant d'un navire », a déclaré Jennifer Kerns, porte-parole du Parti républicain de Californie. Le 29 mars, un juge du tribunal supérieur du comté de Sacramento a statué que Hernández pouvait se décrire comme astronaute sur le bulletin de vote des primaires du 5 juin.
Pendant la campagne électorale, Hernández a été critiqué pour avoir eu une hypothèque personnelle de 2010 imposée par l'IRS et payée en 2012. Hernández a attaqué son adversaire, Denham, pour les hypothèques fiscales imposées à son entreprise en 2003 et payées en 2003.
A l'élection, il ne récolte que 28 % des suffrages et est donc battu par Jeff Denham.
Depuis sa défaite en 2012, Hernández a fait plusieurs déclarations publiques concernant d'éventuelles futures campagnes. En mars 2016, Hernández a déclaré : « J'ai candidaté pour le Congrès en 2012, mais j'ai perdu de peu. Maintenant, je réfléchis à faire un retour, peut-être en 2018 ».
Hernández a déposé des documents pour défier le représentant démocrate sortant Josh Harder dans le 9e district en 2022, mais finalement n'a pas participé à l'élection.

## Vie personnelle

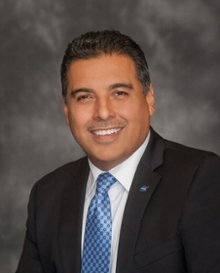
Hernández vers 2021

Hernández et sa femme Adela ont cinq enfants : Julio, Karina, Vanessa, Marisol et Antonio. Pendant plusieurs années, sa femme a dirigé un restaurant mexicain juste à l'extérieur des portes du Johnson Space Center, appelé Tierra Luna Grill, ce qui signifie « Grill Terre Lune » en espagnol. En 2014, Hernández a rejoint le conseil d'administration de l'agence humanitaire à but non lucratif SpaceUnited. Hernández possède un vignoble de 20 acres près de Lodi, en Californie, et en 2021, il a commencé à mettre en bouteille du vin sous l'étiquette Tierra Luna Cellars.

## Honneur
L'astéroïde (122554) Joséhernández a été nommé en son honneur le 27 janvier 2021, dans la Minor Planet Circular no 128945.
En 2023, la biographie Plus tard, j'atteindrai les étoiles, réalisée par la cinéaste mexicaine Alejandra Márquez Abella, sur José Hernández, a été sortie sur Amazon Prime. Le film est basé sur son autobiographie intitulée Atteindre les Étoiles.